# Kijomizudera
A Kijomizudera (japánul: 清水寺, ’a tiszta víz temploma’, Hepburn-átírással: Kiyomizudera) több mint ezer évig a japán buddhista hosszó szekta temploma volt Kiotó délkeleti negyedében, a Higasijama egyik dombtetején. 798-ban alapította Encsin szerzetes és Szakanoue no Tamuramaro hadvezér a 11 fejű Kannonnak szentelve, vagyis régebbi, mint maga a város. A századok során többször megsemmisült épületei (amelyek pusztulásában a rivális Enrjakudzsi szerzeteseinek támadásai is szerepet játszottak) mai formájukban 17. század elejiek, és Tokugava Iemicu sógunnak köszönhetők. Híres arról, hogy főcsarnokának egy része és nagy verandája egy szakadék fölé ugrik ki, s utóbbiról pazar kilátás nyílik Kiotó nagyobbik felére, alatta pedig vízesés van, amelynek szent vize állítólag gyógyhatású, erről kapta a templom a nevét. A templom 1965-ben függetlenítette magát a hosszó szektától, azóta önálló intézményként funkcionál.

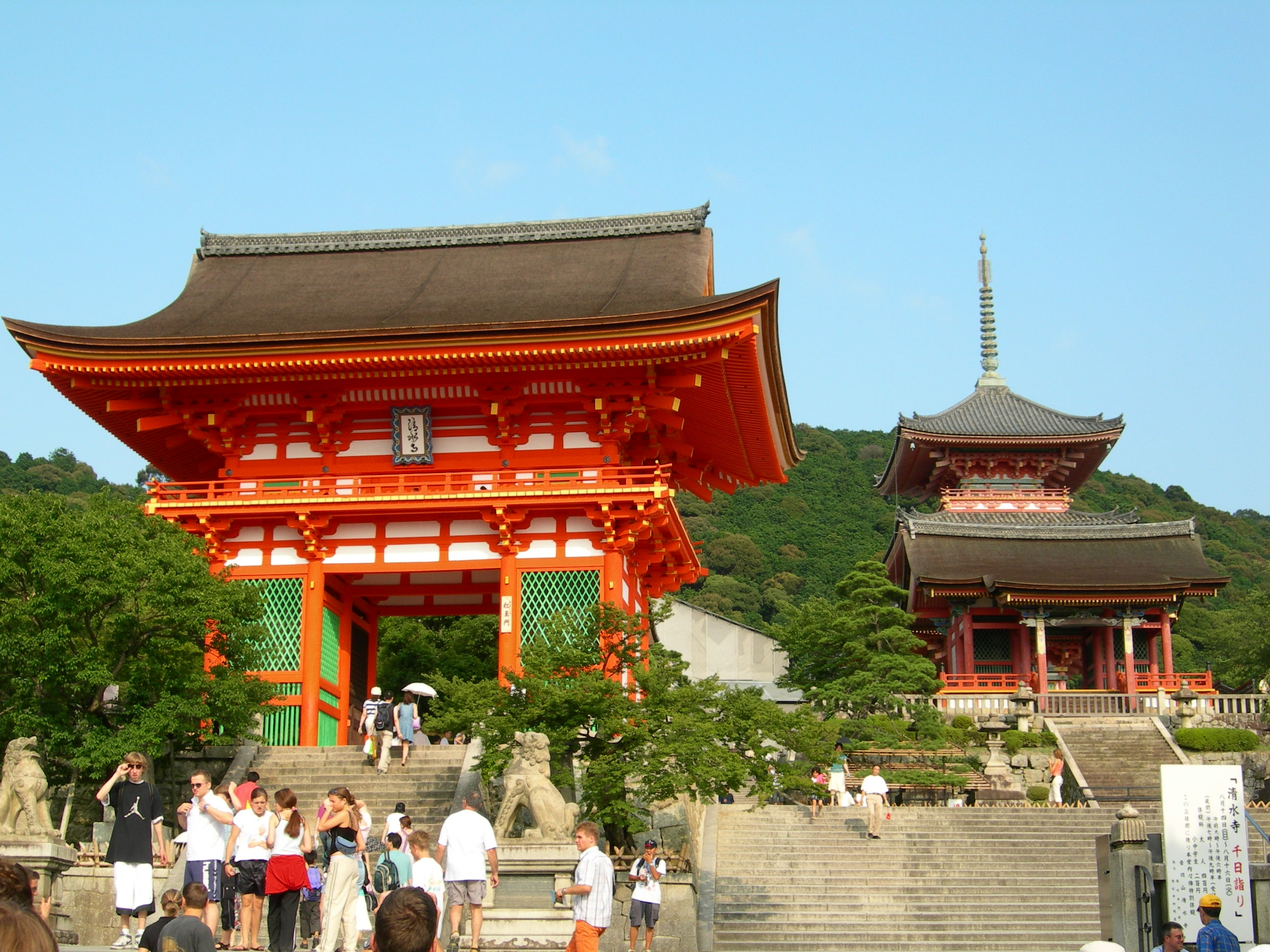
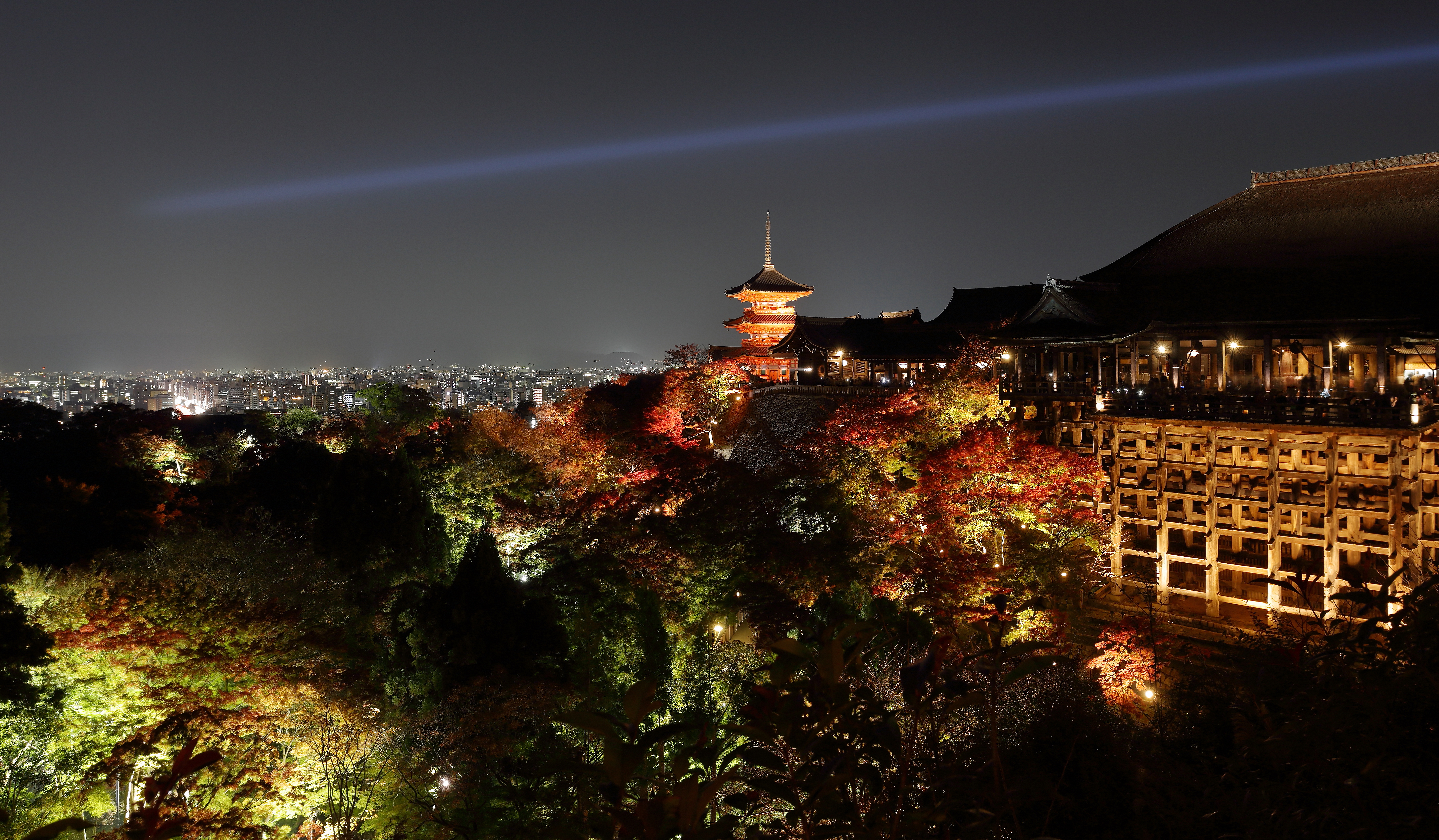
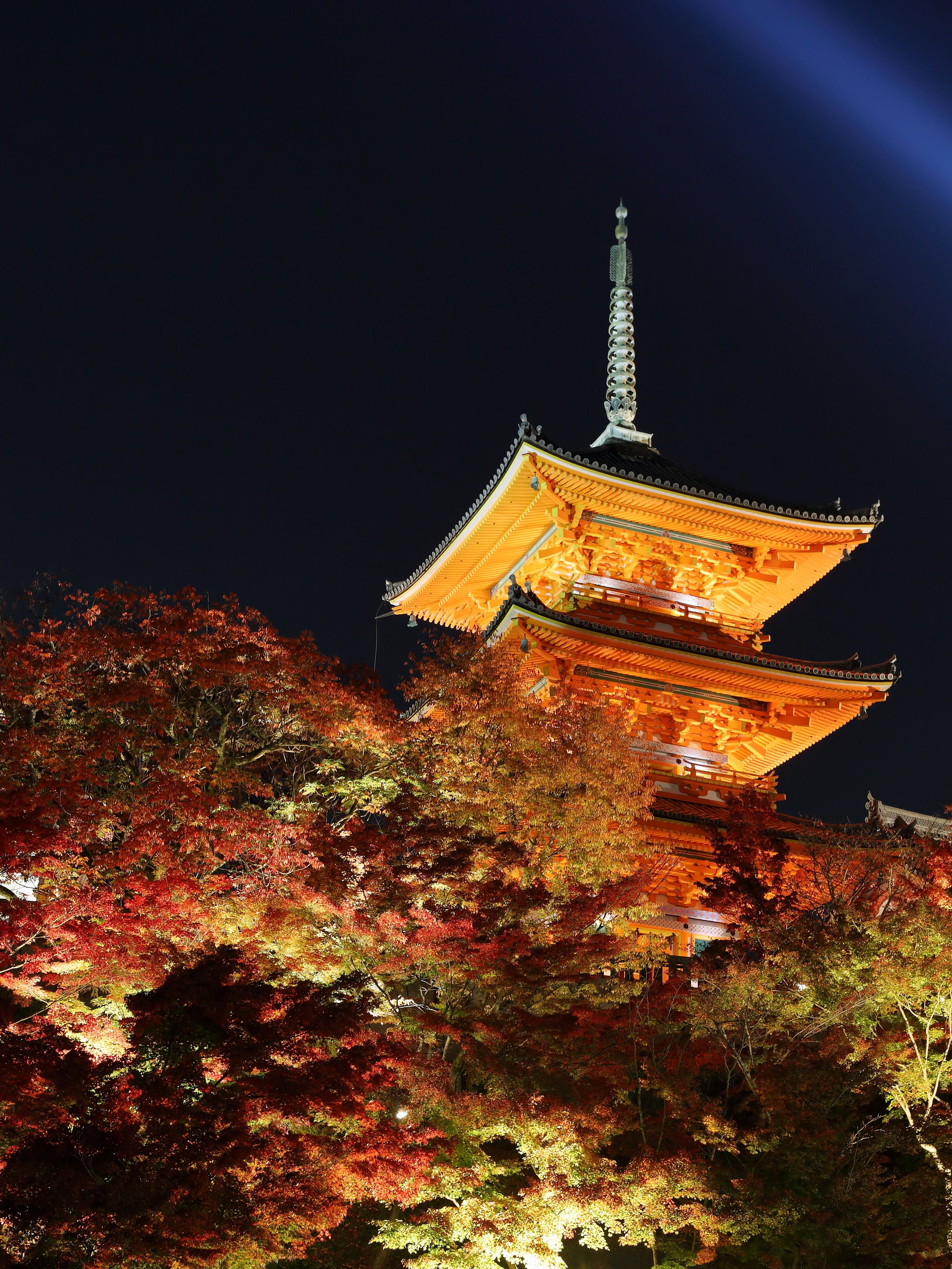
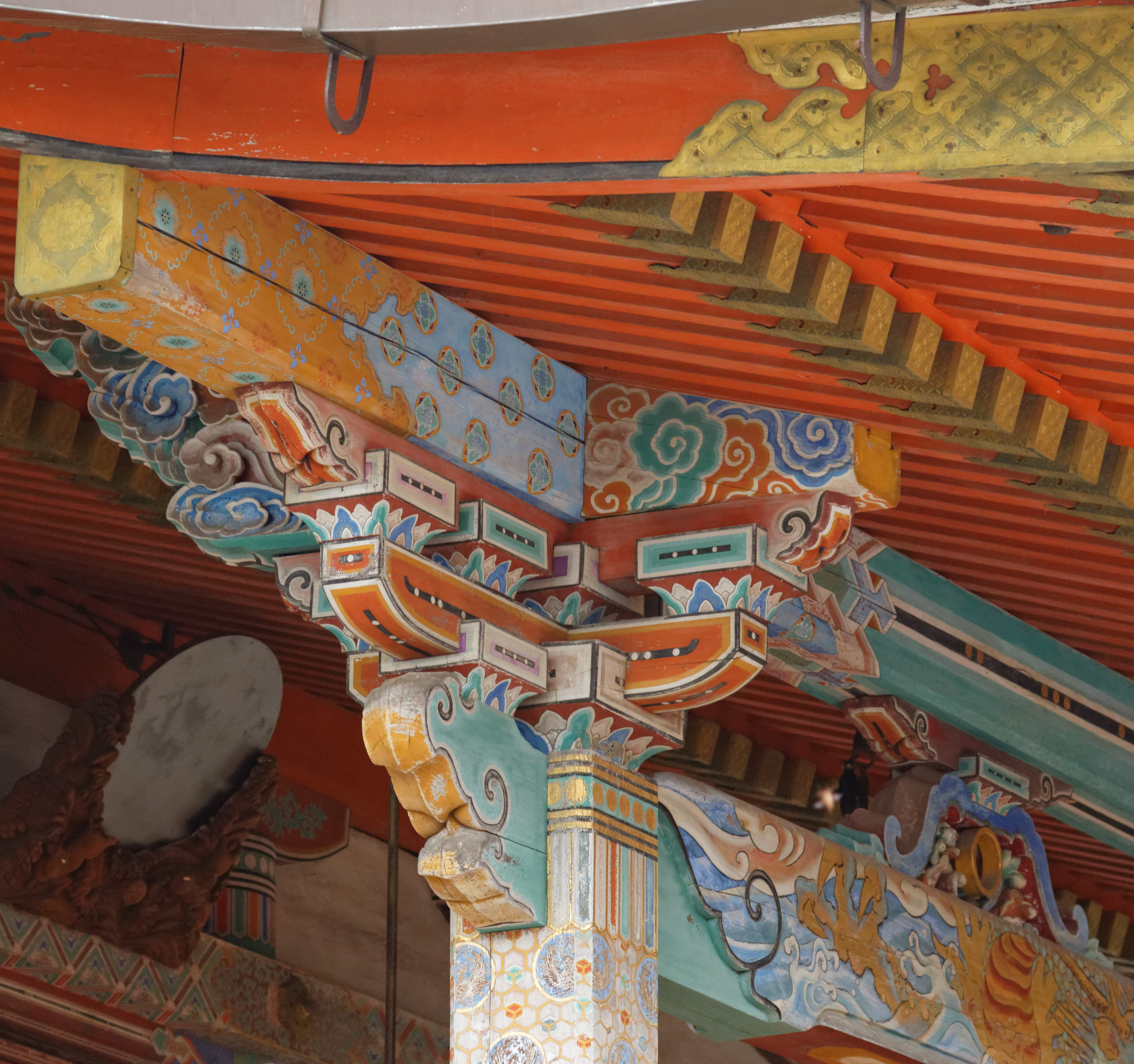
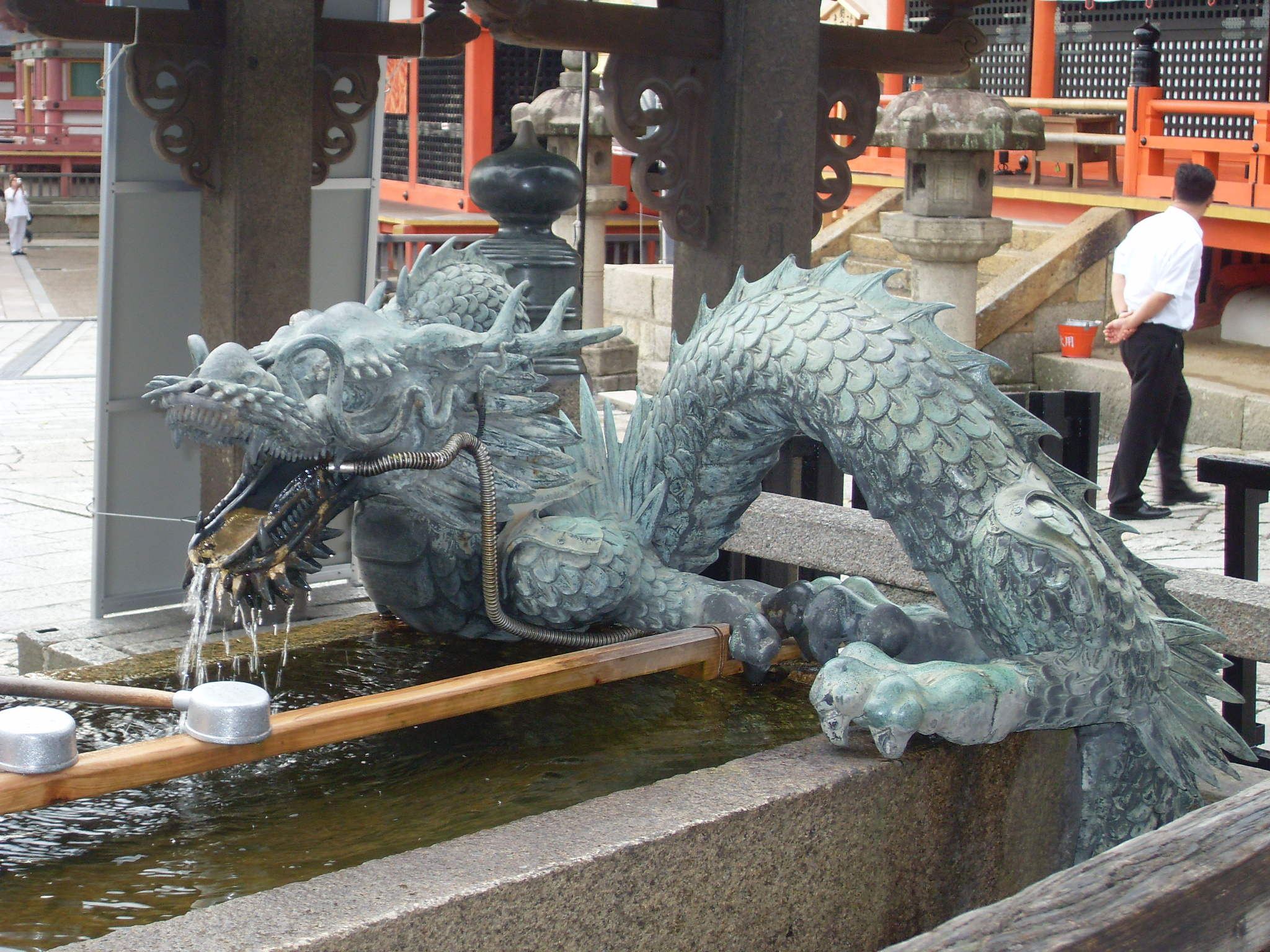
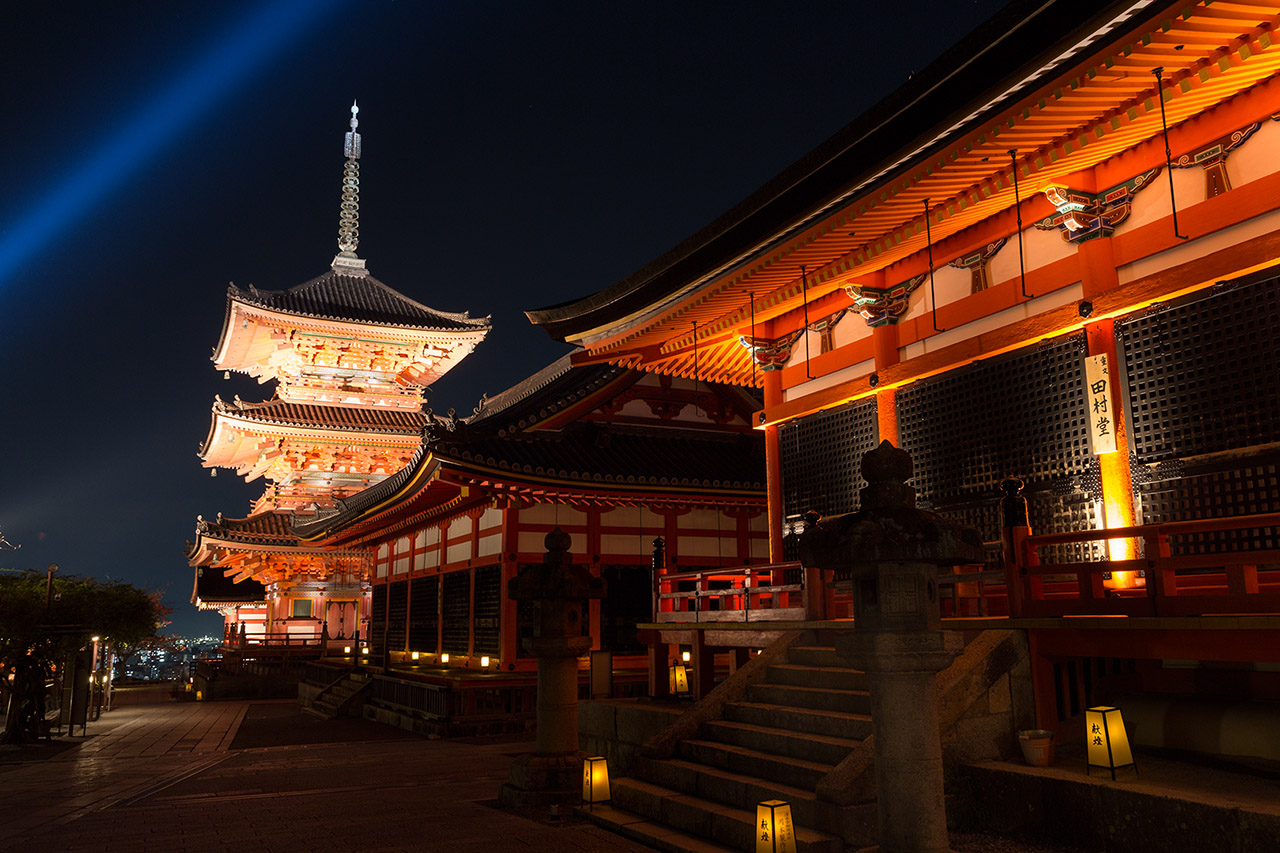
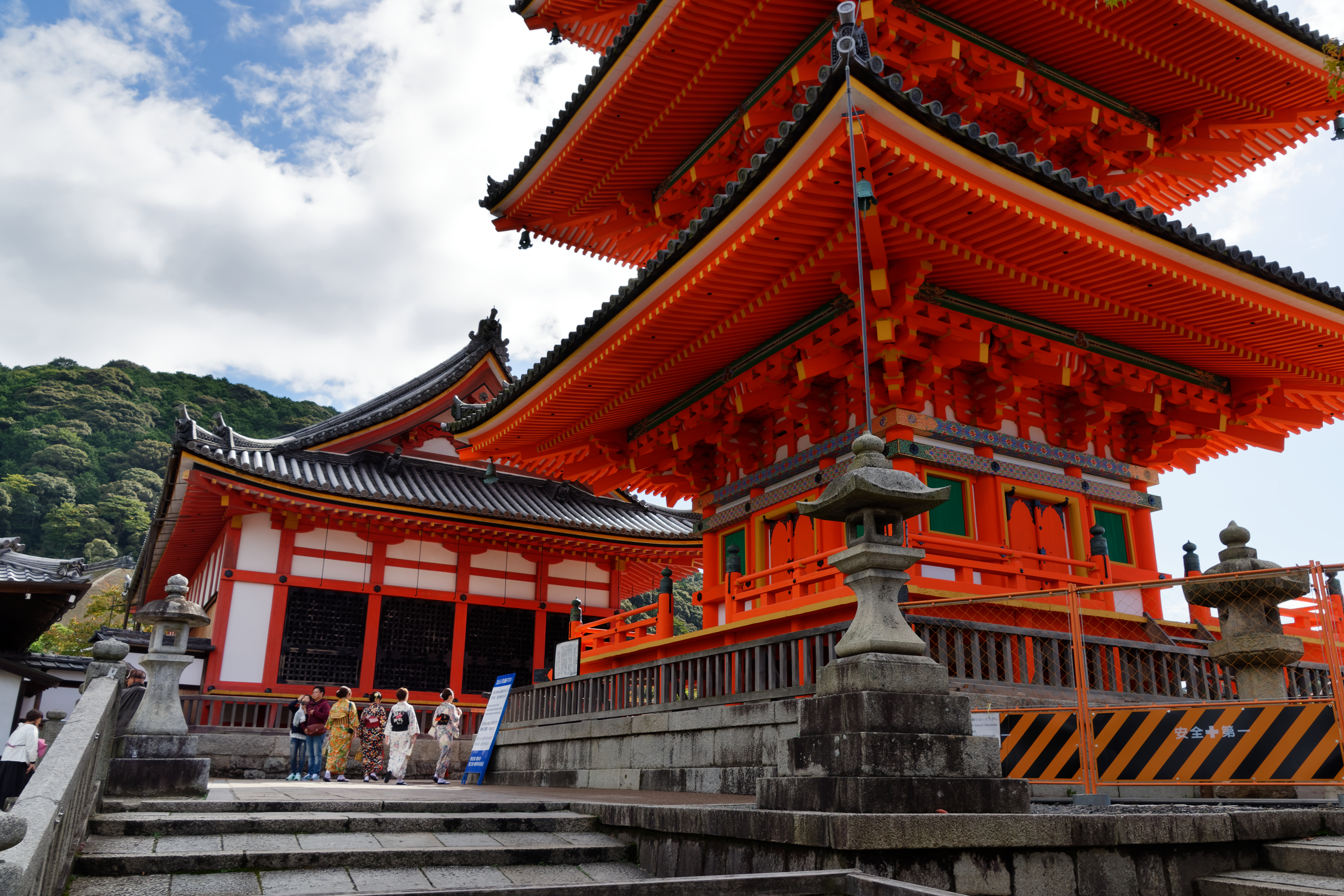